# أق تشاي وسطي
أق تشاي وسطي هي قرية في مقاطعة نير، إيران. عدد سكان هذه القرية هو 10 في سنة 2006.